# Commiphora myrrha
Commiphora myrrha es una especie de la familia Burseraceae, natural de Somalia y otras regiones de África. De su resina se obtiene la mirra.

## Descripción
"Commiphora myrrha" es un arbusto o árbol pequeño con hojas verdes y dos foliolos laterales. Después de la época de lluvias se le hace una incisión en el tronco, que exuda una resina gomosa, amarga y aromática de color amarillo que al secarse tiene formas irregulares y tonalidad pardo-rojiza.

## Distribución
Se encuentra en el Noreste de África tropical: Yibuti, Etiopía, Somalia y en el
este de África Tropical: Kenia. En la península arábiga: Omán y Yemen.

## Propiedades

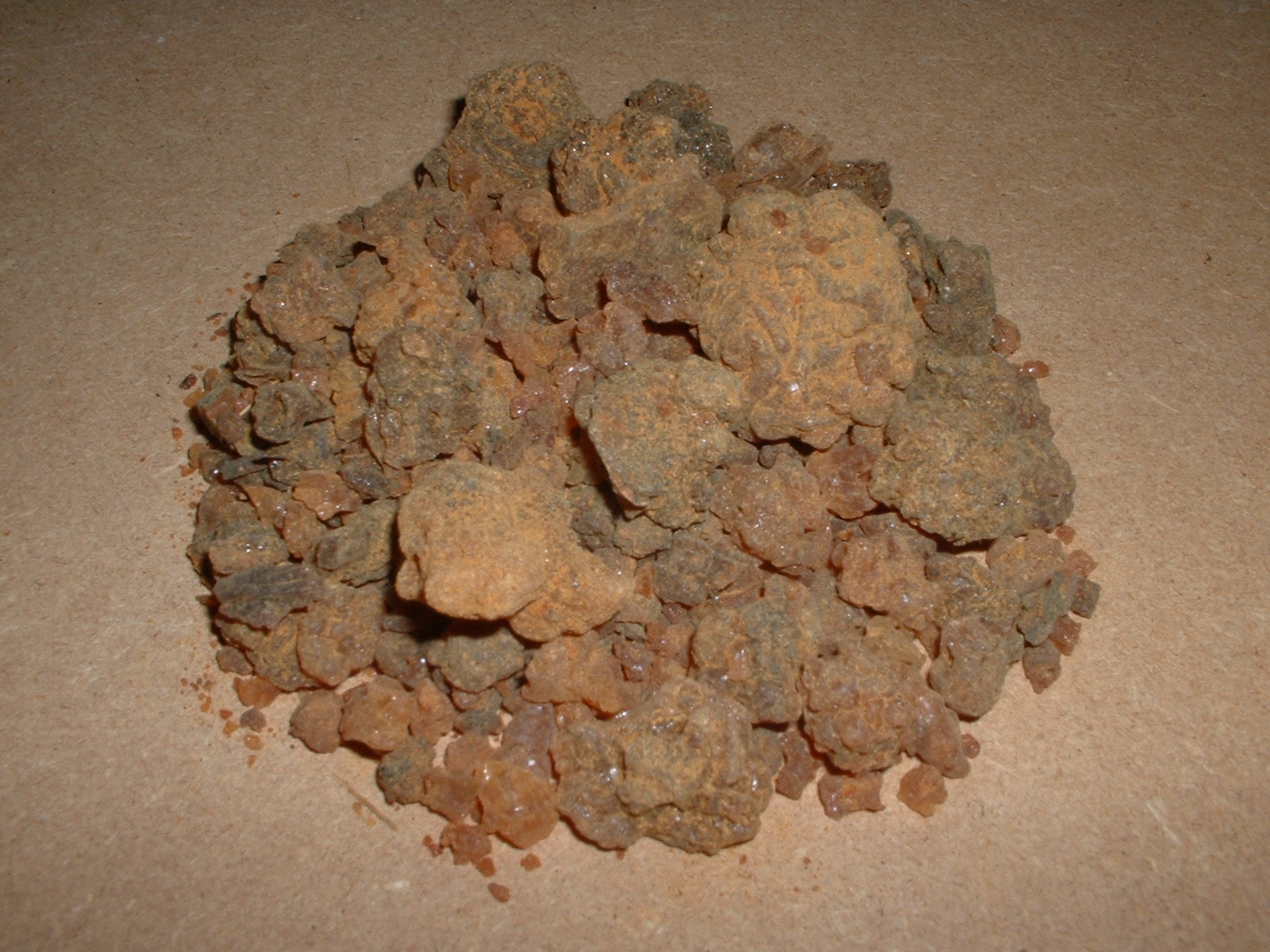
100 g de resina de mirra.

- Se emplea contra las inflamaciones bucales en gargarismo y dentífricos.
- En cosmética entra en la composición de cremas.
- Es balsámico y desinfectante.

## Taxonomía
Commiphora myrrha fue descrita por (Nees) Engl. y publicado en Monographiae Phanerogamarum 4: 10. 1883.
Sinonimia
- Balsamodendrum myrrha T.Nees basónimo
- Commiphora molmol (Engl.) Engl.
- Commiphora myrrha var. molmol Engl. (1883)
- Commiphora rivae Engl. (1896)
- Commiphora coriacea Engl. (1899)
- Commiphora playfairii var. benadirensis Chiov. (1896)
- Commiphora cuspidata Chiov. (1941)
- Commiphora habessinica var. grossedentata Chiov.[3]